# (5711) Eneev
(5711) Eneev es un asteroide perteneciente al cinturón exterior de asteroides descubierto el 27 de septiembre de 1978 por Liudmila Chernyj desde el Observatorio Astrofísico de Crimea (República de Crimea).

## Designación y nombre
Designado provisionalmente como 1978 SO4. Fue nombrado Eneev en homenaje a Timur Magometovich Eneev, matemático aplicado y mecánico celeste del Instituto Keldysh de Matemática Aplicada, realizó valiosas contribuciones a la cosmonautica soviética y también es conocido por sus trabajos en las áreas de cosmogonía y ecología.

## Características orbitales
Eneev está situado a una distancia media del Sol de 3,944 ua, pudiendo alejarse hasta 4,592 ua y acercarse hasta 3,296 ua. Su excentricidad es 0,164 y la inclinación orbital 6,368 grados. Emplea 2861,74 días en completar una órbita alrededor del Sol.

## Características físicas
La magnitud absoluta de Eneev es 11,1. Tiene 38,81 km de diámetro y su albedo se estima en 0,0426. 